# Abigail Kubeka
Abigail Kubheka née 9 janvier 1939  est une chanteuse, compositrice et actrice sud-africaine. Dans la série télévisée Generations de SABC, elle incarne Zondiwe Mogale, la mère de Tau Mogale et de Tshidi Phakade.

## Carrière
Abigail Kubeka a une carrière  de chanteuse, d'auteur-compositeur, d'arrangeur musical et d'actrice. Elle a joué avec des musiciens d'une grande notoriété notamment avec Miriam Makeba et avec Hugh Masekela. Sa carrière a réellement débuté en 1957 quand Miriam Makeba, après avoir constaté son talent, l'invita à rejoindre la troupe du Skylarks, qui comprenait à cette époque les légendaires Letta Mbulu et Mary Rabotaba, ainsi que d’autres groupes tels que les Jazz Maniacs. Ces formations ont évolué et promu les styles de musique marabi et mbaqanga. Abigail Kubeka a ensuite été sollicitée pour jouer la doublure de Miriam Makeba, dans le célèbre opéra international de jazz  King Kong. Ce spectacle a ensuite connu une tournée européenne des plus réussies.
Actrice de cinéma, elle a joué dans nombreux films, notamment avec Thandi Klaasen qu'elle eut comme partenaire. En 2014, Abigail Kubeka a reçu un prix d'excellence à vie du Prix du cinéma sud-africain et de la télévision (SAFTAS), et en 2016 elle a reçu le prix d'excellence à vie aux "Wawela Music Awards (WMA)" à Johannesbourg. Abigail Kubeka est apparue dans des films dont An African American (2016), The Jakes Are Missing (2015) et The Long Run (2001), dans lesquels elle a chanté avec Busi Mhlongo.
Abigail Kubeka a conquis un vaste public sur le plan mondial, ainsi lors du premier concours Miss Monde organisé en Afrique du Sud en 1992 et lors de la cérémonie d'ouverture des Jeux africains en 1999. Elle s'est également produite devant un public plus intime, notamment lors de manifestations officielles privées, en présence de l'ancien président Nelson Mandela et la reine Élisabeth II.
Au début des années 2000, Abigail Kubeka a remporté le Lifetime Achievement Award qui se traduit par « récompense pour l'accomplissement d'une vie ». Ce prix honorifique lui fut remis pour récompenser l'ensemble de sa carrière, et l'ensemble de son œuvre, dans le domaine du jazz.

## Filmographie
| Titre                     | Rôle              | Directeur       | Année | Notes # |
| ------------------------- | ----------------- | --------------- | ----- | ------- |
| Knock-Out                 |                   | Viriato Barreto | 1969  |         |
| Diary of Thandi           | Sis'May           | Jacob Ngubeni   | 1971  |         |
| Joe Bullet                | Beauty            | Louis de Witt   | 1973  |         |
| City of Blood             | Maureen           | Darrell Roodt   | 1987  |         |
| Last Year's Queen         | Unknown           | Unknown         | 1990  |         |
| Cry, the Beloved Country  | Mrs. Mkize        | Darrell Roodt   | 1995  |         |
| The Long Run (film)       | Bar Lady          | Jean Stewart    | 2001  |         |
| An Activists 2: Long Walk | Madikizela        |                 | 2001  |         |
| Kasi Movies:Elalini       | Anele             | Anele Jong      | 2010  |         |
| The Jakes Are Missing     | Grace             | Figjam          | 2015  |         |
| An African American       | Wajé Seleste      | Nkosi Size      | 2016  |         |
| Morning, Mandela          |                   |                 | 2017  |         |
| What's The Deal           | Shantel "Abram's' | Tanit Phoenix   | 2018  |         |

## Télévision
| Titre                                              | Épisode                | Rôle            | Directeur | Année | Notes # |
| -------------------------------------------------- | ---------------------- | --------------- | --------- | ----- | ------- |
| Generations (South African TV series)\|Generations | MamaKa Tau 'Ms Mogale' |                 |           | 2014  |         |
| Holby City                                         | Tuesday's Child        | Paulina Griffin |           |       |         |

## Nominations
- Prix, Wamela, pour l'ensemble de sa carrière, pour son approbation pour le pays. Elle a également été nommée au Festival du film de Durban, aux côtés de Thuso Mbedu, Connie Ferguson, Leleti Khumalo et Sihle Ndaba.

- Music Awards: Prix d'excellence pour l'ensemble des réalisations 2001)[3]
- Nomination au festival du film de Durban (Nommée - Actrice dans un second rôle 2014)
- Prix du cinéma et de la télévision sud-africains (Meilleure actrice, pour The Long Run 2015)
- SAMAwards (Chanteur de l'année - Nommé 2017)

- Abigail Kubeka a apporté une contribution majeure dans l'évolution des genres musicaux sud-africains et, après la destruction de Sophiatown, au maintien de ces traditions musicales afin que l'Afrique du Sud libre et démocratique puisse jouir de son héritage culturel et surtout musical. À cet égard le gouvernement sud-africain lui a décerné les insignes dans l'Ordre de l'Ikhamanga (échelon argent)